# Łapanów
Łapanów – wieś (dawniej miasto) w Polsce położona w województwie małopolskim, w powiecie bocheńskim, w gminie Łapanów. Miejscowość jest siedzibą gminy Łapanów.
Łapanów uzyskał lokację miejską w 1785 roku, utracił w 1896 roku. W latach 1975–1998 miejscowość administracyjnie należała do województwa tarnowskiego.

## Części wsi
| SIMC    | Nazwa           | Rodzaj    |
| ------- | --------------- | --------- |
| 0823457 | Kotówka         | część wsi |
| 1000456 | Osiedle Szkolne | część wsi |
| 0823470 | Rynek           | część wsi |
| 0823486 | Wymysłów        | część wsi |

## Położenie geograficzne
Łapanów położony jest w dolinie Stradomki na Pogórzu Wiśnickim, przy drodze wojewódzkiej nr 966. Odległość do Krakowa wynosi 35 km, do Limanowej 25 km, do Bochni 24 km. Przez wieś przepływa rzeka Stradomka.

## Historia
Wieś istnieje co najmniej od wieku XIV. Jan Długosz wymienił ją w swoim dziele Liber beneficiorum dioecesis Cracoviensis spisanym w latach 1470–1480 jako własność należącą do Spytka Wieruskiego herbu Drużyna, który obecnie widnieje w herbie miejscowości. Wieś liczyła wówczas 4 łany kmiece.
Około 1529 roku Marcin z Lutosławia Lutosławski sędzia grodzki nowosądecki oraz dziedzic Łapanowa, Kobyla i Sulima ufundował we wsi drewniany kościół, który powiększono w 1614 roku. Powtórnie poświęcił go Walerian Lubieniecki biskup bakowski.
Pod koniec XIX wieku miejscowość opisana została w Słowniku geograficznym Królestwa Polskiego. Łapanów wymieniony jest jako wieś leżąca w powiecie bocheńskim. Liczyła wówczas 493 mieszkańców z czego wszyscy byli wyznania rzymskokatolickiego w liczbie tej było 28 osób mieszkających w obszarze dworskim. Posiadłość ta należąca do Władysława Giebułtowskiego liczyła 253 mórg ziemi uprawnej, 24 morgi łąk i ogrodów, 36 mórg pastwisk i 46 mórg lasu. Mniejszą była część wiejska, która liczyła 148 mórg roli, 11 mórg łąk i ogrodów, 17 mórg pastwisk oraz 11 mórg lasu. We wsi znajdowała się parafia rzymskokatolicka, murowana kaplica cmentarna na cmentarzu z roku 1821, urząd pocztowy oraz szkoła ludowa.
W maju 1932 roku odbyło się spotkanie przedstawicieli zarządów powiatowych Stronnictwa Ludowego, w którym uczestniczył działacz ludowy z Łapanowa Bartłomiej Twaróg pełniący wtedy funkcję prezesa zarządu powiatowego SL w Bochni. Podczas spotkania ustalono, że w Łapanowie zostanie zorganizowana wielka demonstracja ludowa przeciwko rządom sanacyjnym. Starosta powiatowy w Bochni wydał zakaz organizowania demonstracji w powiecie. Mimo zakazu do Łapanowa 5 czerwca ciągnęły tłumy chłopów. W czasie interwencji policji państwowej zabitych zostało 5 chłopów, 10 zostało ciężko rannych. W lipcu na ich cześć odbyła się w Bochni manifestacja licząca kilkanaście tysięcy chłopów.
W 30 rocznicę strajku chłopskiego stanął w miejscowości pomnik upamiętniający poległych w 1932 roku, a w 1964 roku drugi pomnik poległych w walce o Polskę ludową. 15 maja 1970 roku Rada Państwa w 75-lecie Ruchu Ludowego nadała wsi Łapanów Order Krzyża Grunwaldu III klasy.

## Zabytki
Obiekty wpisane do rejestru zabytków nieruchomych województwa małopolskiego.
- drewniany kościół parafialny pod wezwaniem św. Bartłomieja oraz dzwonnica. Obiekt wzniesiony w 1529 roku, wielokrotnie przebudowywany. W 1614 z fundacji Marcina Lutosławskiego dobudowano kaplicę dla Bractwa św. Anny. W XIX w. przedłużono nawę. Ołtarz główny wykonany został przez Piotra Korneckiego z Gdowa w I poł. XVIII wieku. W 2010 roku świątynia uległa znacznemu zniszczeniu w czasie powodzi[13].

### Inne
- Cmentarz wojenny nr 342[14].

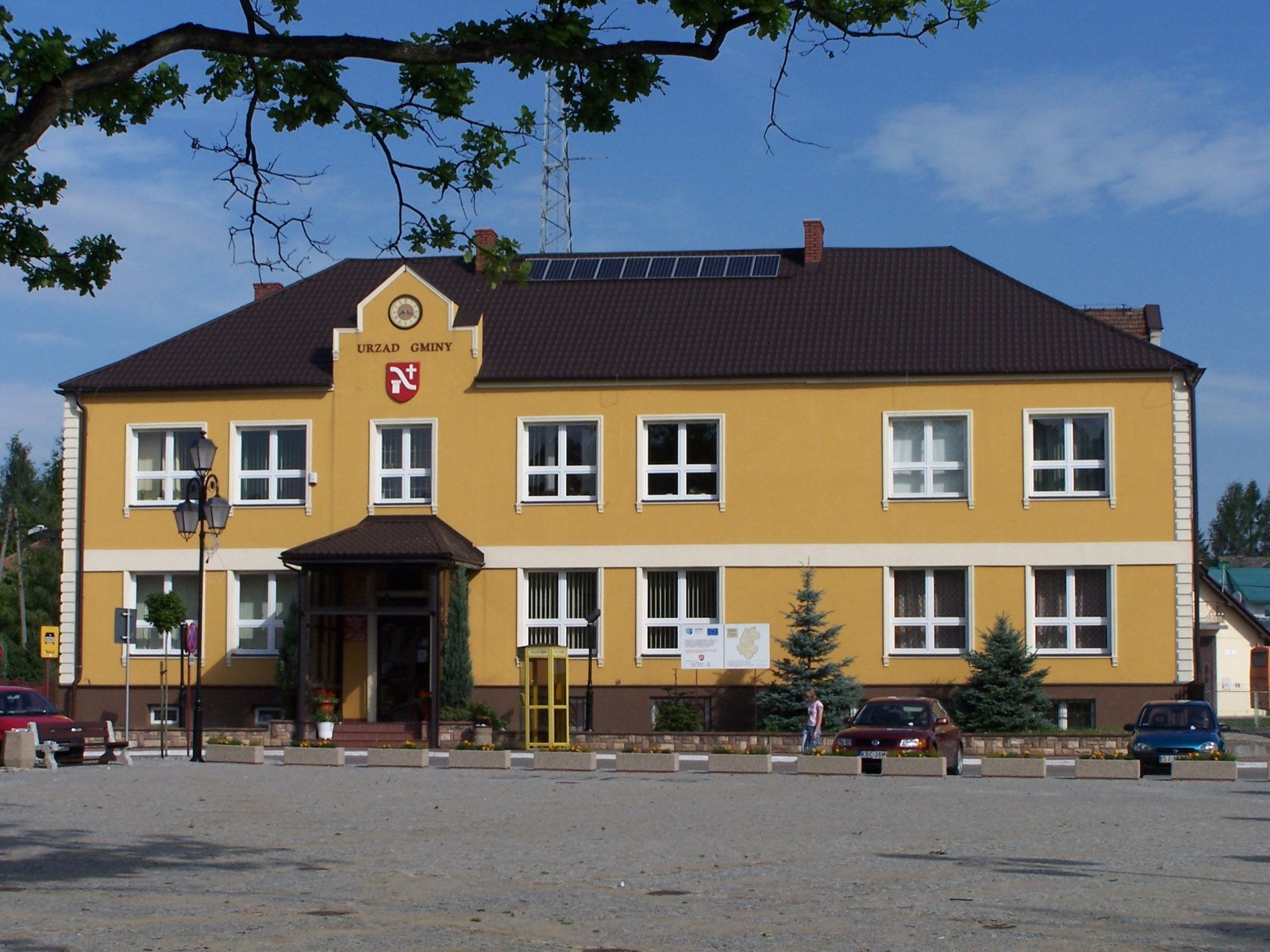
Budynek urzędu gminy
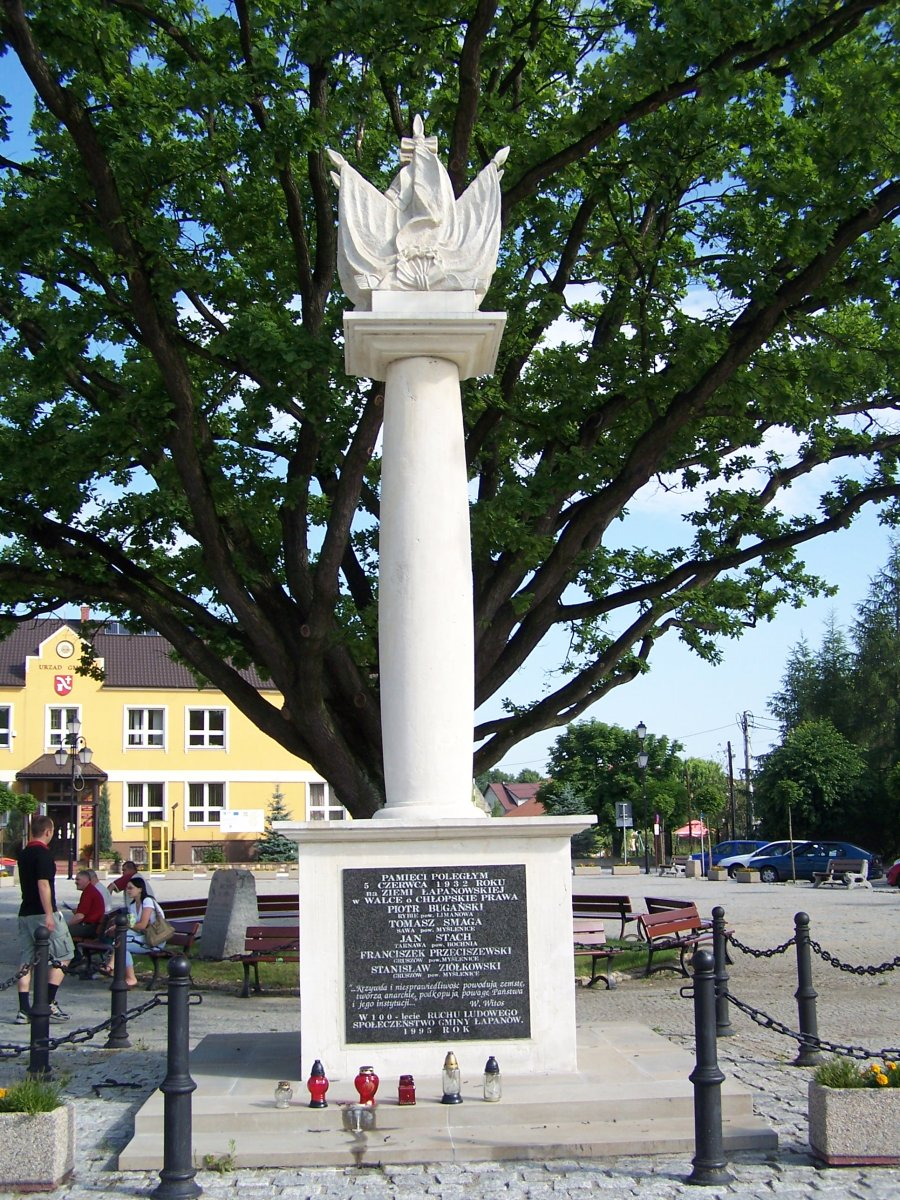
Pomnik na rynku
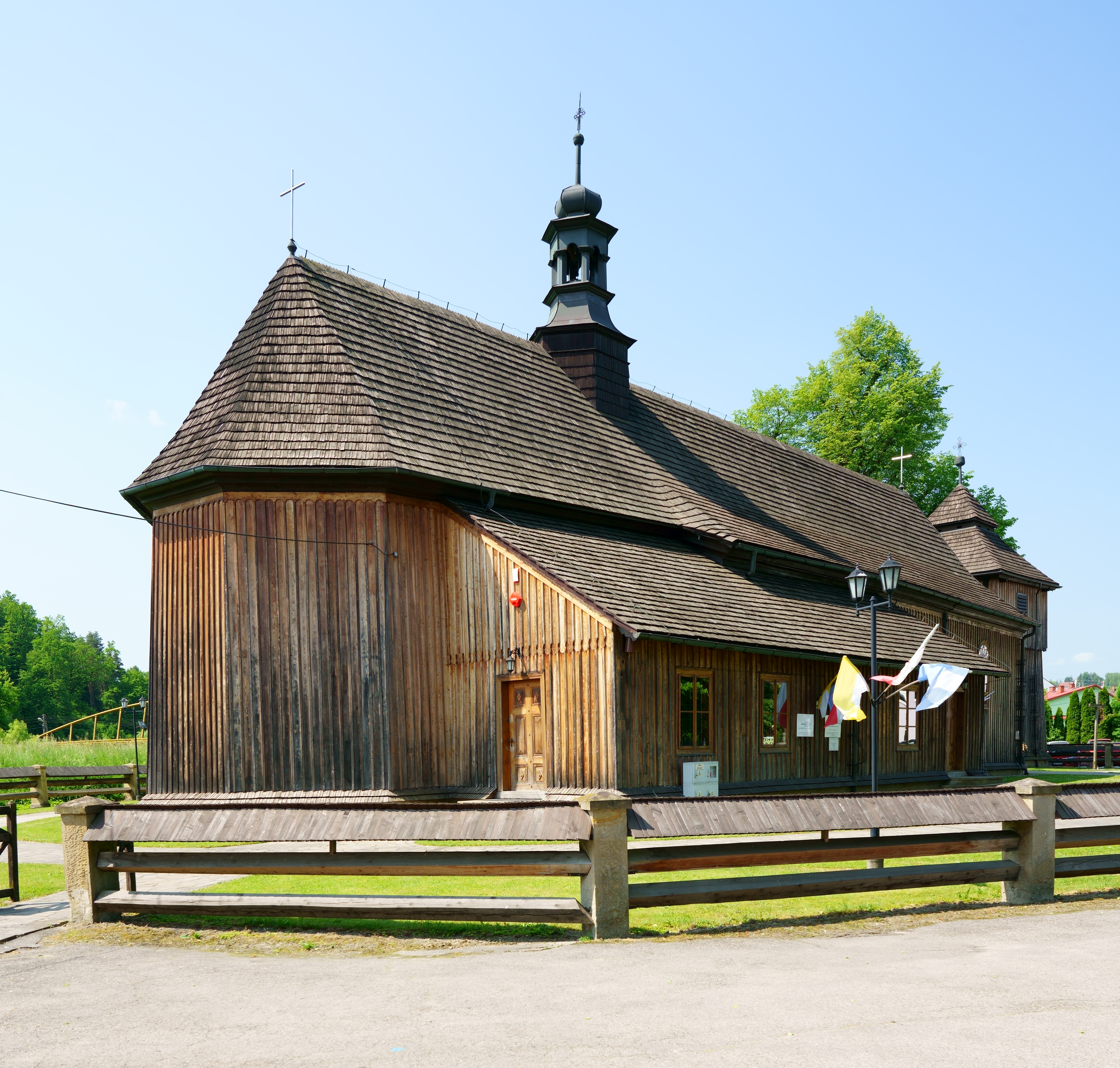
Zabytkowy kościół
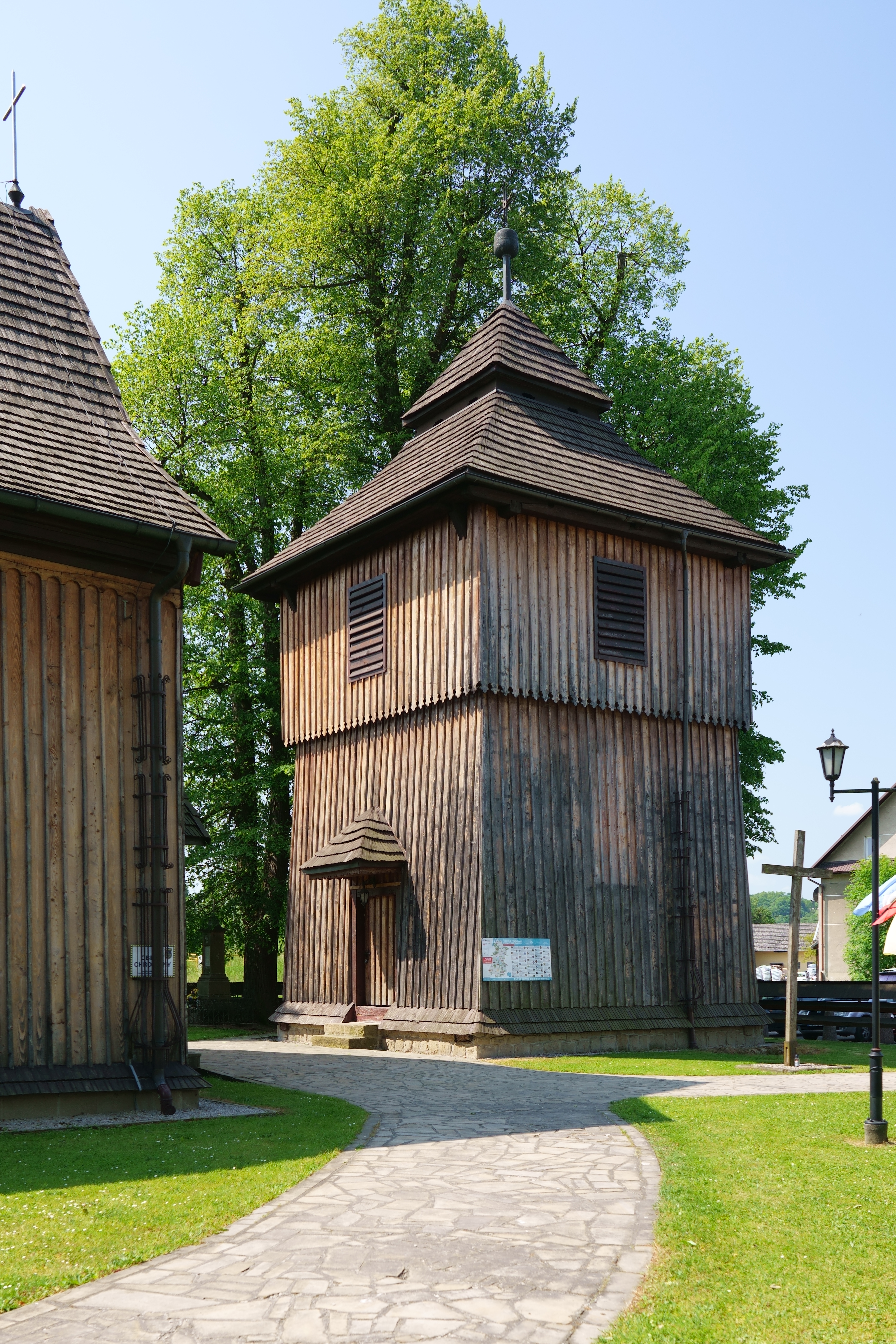
Zabytkowa dzwonnica
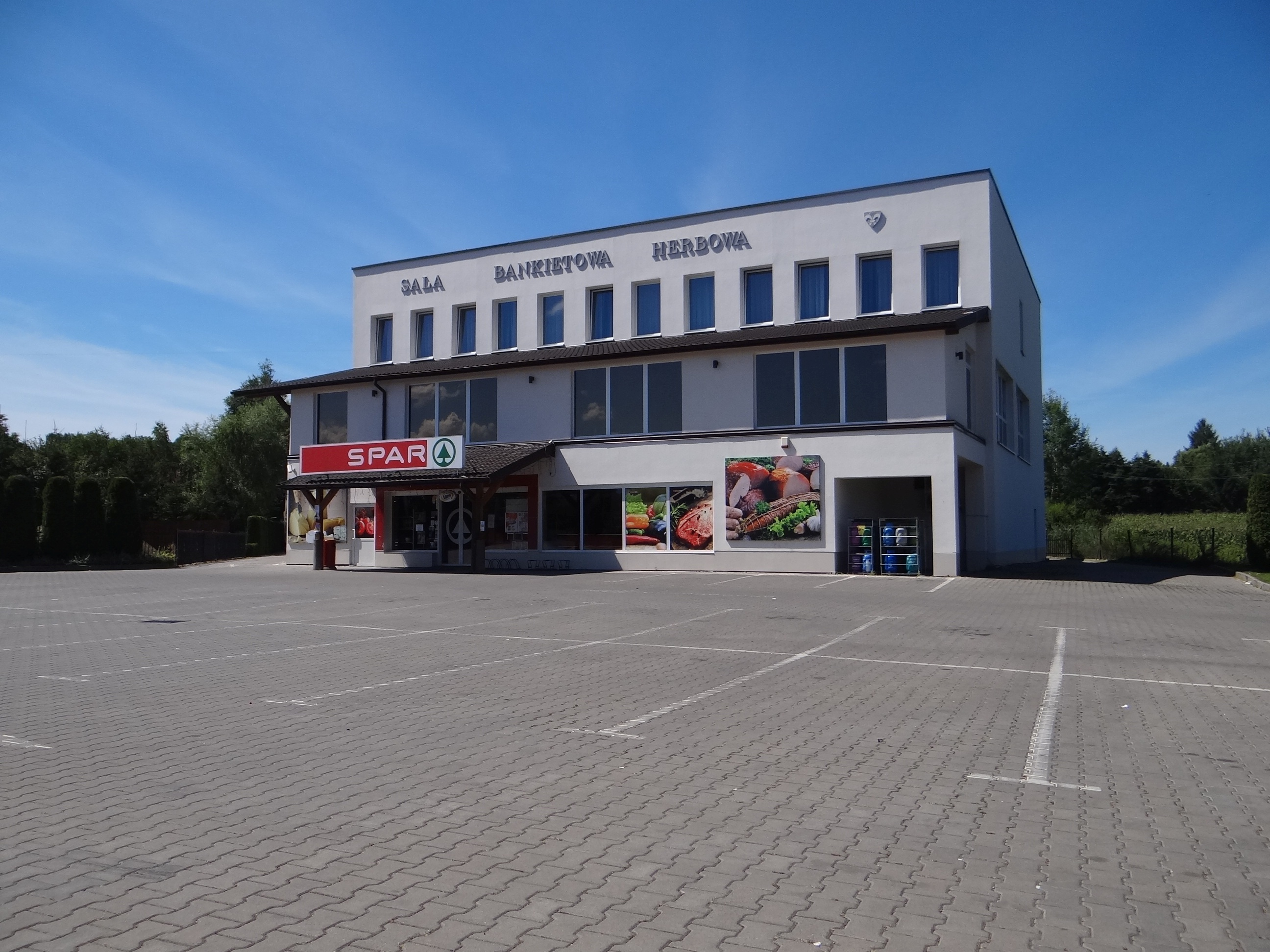
Sala bankietowa
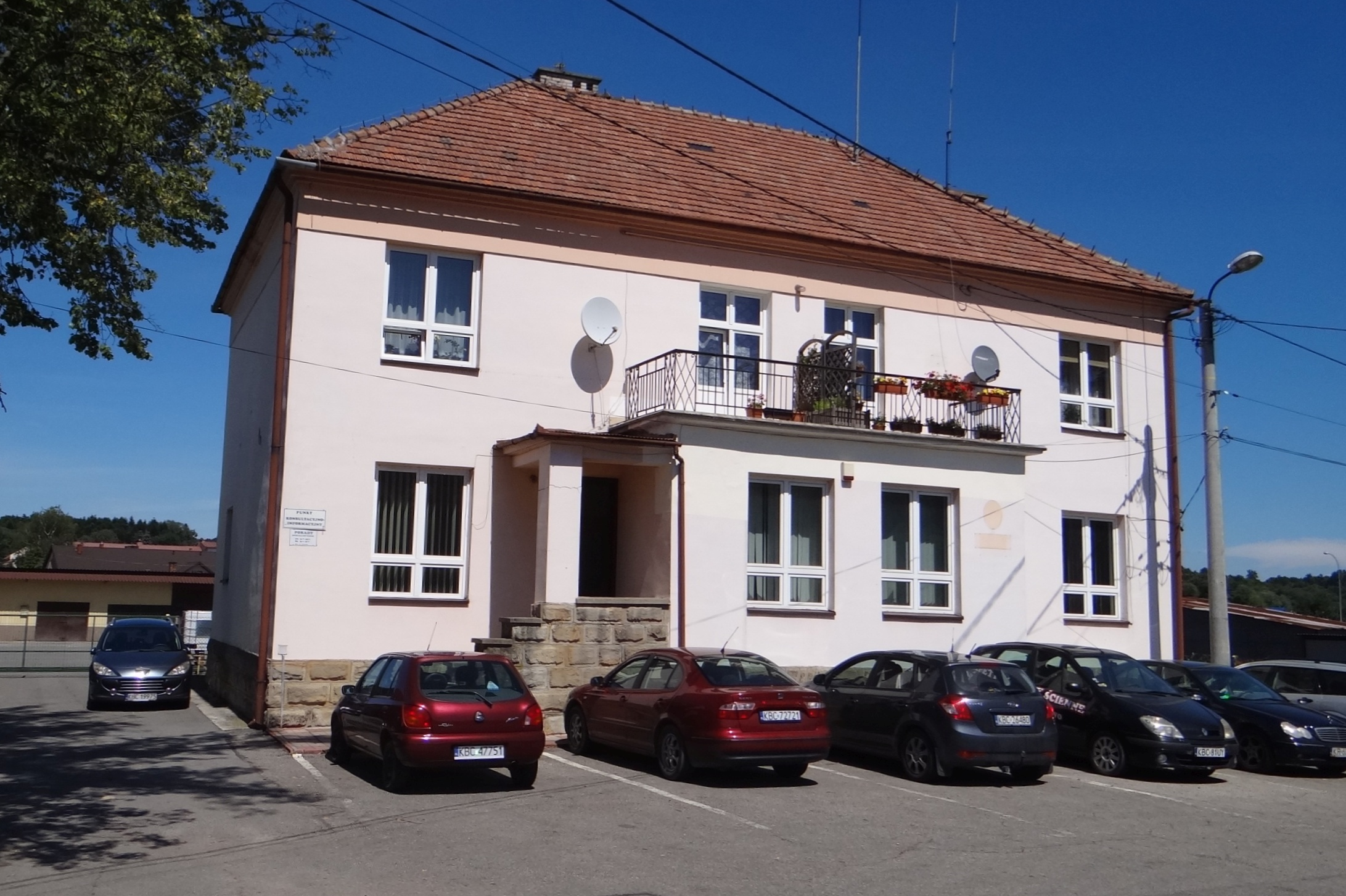
Budynek policji
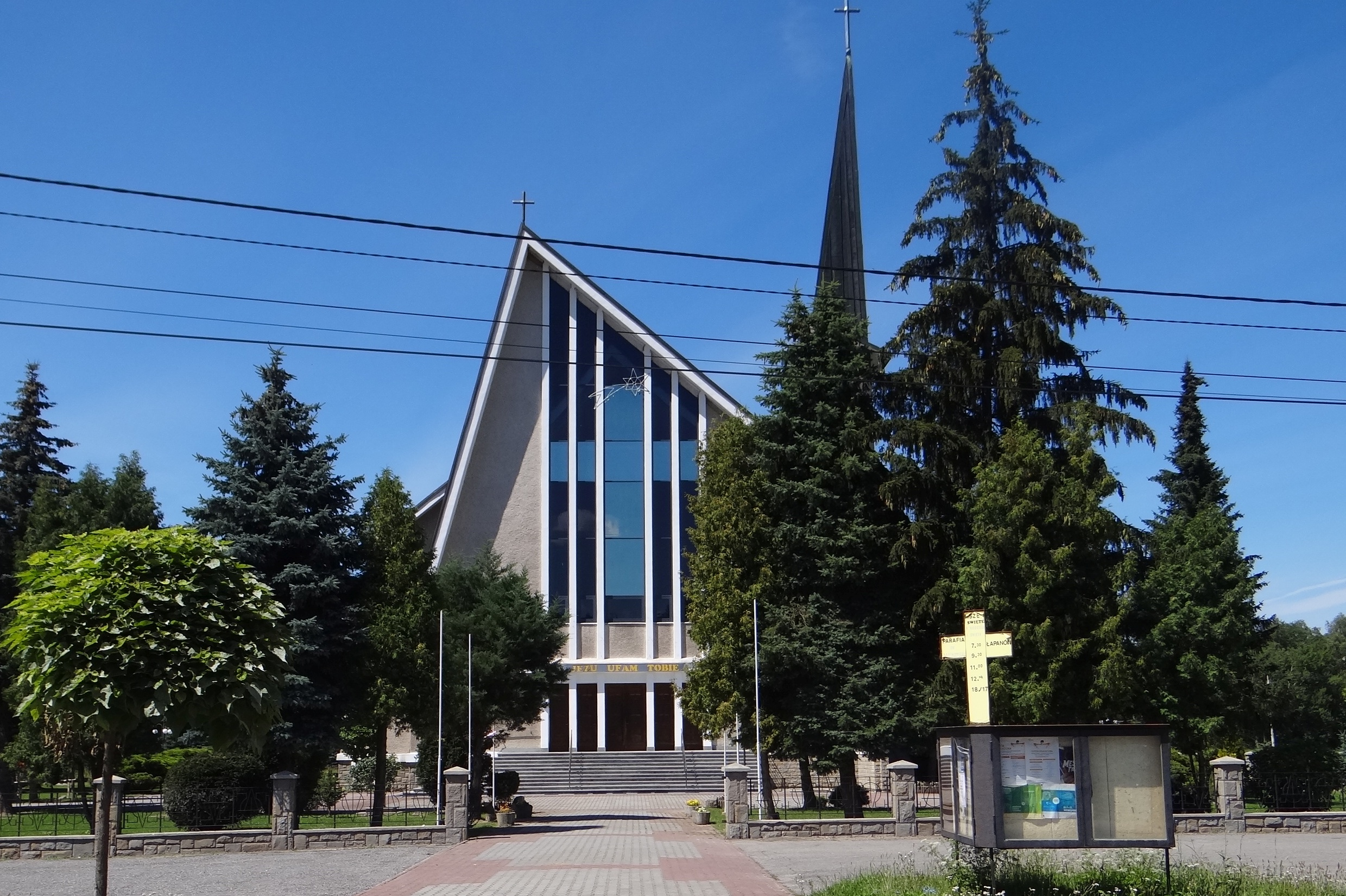
Kościół

## Oświata
- Publiczna Szkoła Podstawowa im. św. Jana Kantego
- Zespół Szkół im. Jana Pawła II.

## Osoby związane z Łapanowem
- Jan Leon Ziółkowski
- Janusz Kulig
- Zbigniew z Łapanowa